# Patrick Stewart
Sir Patrick Hewes Stewart (Mirfield, Yorkshire, 1940. július 13. –) Grammy-díjas angol színész.
A Star Trek: Az új nemzedék Picard kapitányaként és az X-Men-filmek Charles Xavier „X” professzoraként vált világhírűvé.

## Élete és pályafutása
Patrick Stewart már tizenegy évesen belekerült a brit színjátszás légkörébe. Tizenhét éves koráig rengeteg színházi darabban játszott, mígnem 1966-ban a Royal Shekaspeare Company tagja lett, ahol többek közt Ben Kingsleyvel és Ian Richardsonnal szerepelt együtt.
1973-tól kezdődően számos tévésprodukcióban szerepelt a BBC-nél, ezekben többek közt Lenint és Clement Attleet is eljátszotta, mígnem egy évvel később megkapta első fontosabb filmes szerepét az Excalibur című filmben.
1984-ben játszott a világhírű Dűne c. regény filmváltozatában, majd többnyire ismeretlen filmek következtek.
1987-ben kapta meg Picard kapitány szerepét a Star Trek: Az új nemzedék tévésorozatban, mely 1994-ig futott és azonnali hírnevet hozott Stewart számára. Miután véget ért a sorozat, a későbbi televíziós filmekben is vállalta a szereplést. 1997-ben első negatív karakterét formálhatta meg a Mel Gibson és Julia Roberts nevével fémjelzett Összeesküvés-elmélet című filmben. Rá egy évre Herman Melville híres regényének, a Moby Dick-nek tévéfilm-adaptációjában Ahab kapitányt alakította, melyért Golden Globe-díjra jelölték. Érdekesség, hogy az ugyancsak 1997-es Star Trek: Kapcsolatfelvételben – melyben természetesen szintén Picard kapitányt alakította – egy dramaturgiailag fontos beszélgetés része volt a regény, ezért nyilván ennek is köze volt a produkcióhoz. Szintén ebben az évben szinkronszínészként is megmutatkozott az Egyiptom hercege című animációs filmben.
2000-ben kezdődött el az X-Men trilógia sorozata, melyben Stewart a mutánsok jólelkű professzorát, Charles Xaviert formálta meg. Rajta kívül még olyan sztárok szerepeltek a filmben, mint Hugh Jackman, Halle Berry vagy Ian McKellen. 2003-ban újabb Golden Globe-díj jelölés következett, Az oroszlán télen című tévéfilm főszerepéért, melyben Glenn Close partnere volt. Az utóbbi időben inkább szinkronszerepeket vállalt animációs filmekben, mint a Csodacsibe és a Bambi 2.
2010 májusában lovaggá ütötték.

## Filmográfia

### Film

#### Színész
| Év   | Magyar cím                               | Eredeti cím                                 | Szerep                            | Magyar hang                 |
| ---- | ---------------------------------------- | ------------------------------------------- | --------------------------------- | --------------------------- |
| 1975 | Hedda                                    | Hedda                                       | Ejlert Løvborg                    |                             |
| 1975 |                                          | Hennessy                                    | Tilney                            |                             |
| 1980 | A kis lord                               | Little Lord Fauntleroy                      | Wilkins                           |                             |
| 1981 | Excalibur                                | Excalibur                                   | Leondegrance                      | Csurka László               |
| 1984 | Dűne                                     | Dune                                        | Gurney Halleck                    | Varga T. József             |
| 1984 |                                          | Uindii / Windy Story                        | Charles Duffner                   |                             |
| 1985 | Az Overlord hadművelet                   | Code Name: Emerald                          | Peters ezredes                    | Szersén Gyula               |
| 1985 | A doktor és az ördögök                   | The Doctor and the Devils                   | Macklin professzor                |                             |
| 1985 | Életerő                                  | Lifeforce                                   | Dr. Armstrong                     | Botár Endre                 |
| 1985 | Vadlibák 2.                              | Wild Geese II                               | szovjet tábornok                  |                             |
| 1986 | Lady Jane                                | Lady Jane                                   | Henry Grey, Suffolk hercege       | Varga T. József             |
| 1991 | L.A. Story – Az őrült város              | L.A. Story                                  | Mr. Perdue főpincér               | Gruber Hugó (1. szinkron)   |
| 1991 | L.A. Story – Az őrült város              | L.A. Story                                  | Mr. Perdue főpincér               | Lázár Sándor (2. szinkron)  |
| 1991 | L.A. Story – Az őrült város              | L.A. Story                                  | Mr. Perdue főpincér               | Magyar Bálint (2. szinkron) |
| 1993 | Robin Hood, a fuszeklik fejedelme        | Robin Hood: Men in Tights                   | I. Richárd király                 | Gruber Hugó                 |
| 1994 | Fenegyerekek                             | Gunmen                                      | Loomis                            | Velenczey István            |
| 1994 | Fenegyerekek                             | Gunmen                                      | Loomis                            | Szokolay Ottó               |
| 1994 | Fenegyerekek                             | Gunmen                                      | Loomis                            | Barbinek Péter              |
| 1994 | Star Trek: Nemzedékek                    | Star Trek Generations                       | Jean-Luc Picard kapitány          | Kránitz Lajos               |
| 1995 | Jeffrey – Valami más                     | Jeffrey                                     | Sterling                          |                             |
| 1995 | Oltári tánc                              | Let It Be Me                                | John                              |                             |
| 1996 | Star Trek: Kapcsolatfelvétel             | Star Trek: First Contact                    | Jean-Luc Picard kapitány          | Horányi László              |
| 1997 | Összeesküvés-elmélet                     | Conspiracy Theory                           | Dr. Jonas                         | Rajhona Ádám                |
| 1997 | Lángelmék                                | Masterminds                                 | Rafe Bentley                      |                             |
| 1998 | Maffiás leszámolás                       | Dad Savage                                  | Dad Savage                        |                             |
| 1998 | Az otthon biztonsága                     | Safe House                                  | Mace Sowell                       |                             |
| 1998 | Star Trek: Űrlázadás                     | Star Trek: Insurrection                     | Jean-Luc Picard kapitány          | Varga T. József             |
| 2000 | X-Men – A kívülállók                     | X-Men                                       | Charles Xavier professzor         | Horányi László              |
| 2002 | Star Trek – Nemezis                      | Star Trek: Nemesis                          | Jean-Luc Picard kapitány          | Varga T. József             |
| 2003 | X-Men 2.                                 | X2                                          | Charles Xavier professzor         | Horányi László              |
| 2005 | A foci hőskora                           | The Game of Their Lives                     | idősebb Dent McSkimming           | Vass Gábor                  |
| 2006 | X-Men: Az ellenállás vége                | X-Men: The Last Stand                       | Charles Xavier professzor         | Horányi László              |
| 2009 | X-Men kezdetek: Farkas                   | X-Men Origins: Wolverine                    | Charles Xavier professzor (cameo) | Horányi László              |
| 2013 | Farkas                                   | The Wolverine                               | Charles Xavier professzor (cameo) | Horányi László              |
| 2013 |                                          | Hunting Elephants                           | Lord Michael Simpson              |                             |
| 2014 |                                          | Match                                       | Tobi Powell                       |                             |
| 2014 | X-Men: Az eljövendő múlt napjai          | X-Men: Days of Future Past                  | Charles Xavier professzor         | Horányi László              |
| 2015 |                                          | Christmas Eve                               | Harris                            |                             |
| 2015 |                                          | Green Room                                  | Darcy                             |                             |
| 2017 | Logan – Farkas                           | Logan                                       | Charles Xavier professzor         | Horányi László              |
| 2017 | Vad esküvő                               | The Wilde Wedding                           | Harold                            | Varga T. József             |
| 2018 |                                          | Postcards from the 48% (dokumentumfilm)     | önmaga                            |                             |
| 2019 | Charlie angyalai                         | Charlie's Angels                            | Stan Bosley                       | Ujréti László               |
| 2019 |                                          | Coda                                        | Henry Cole                        |                             |
| 2019 | Király ez a srác!                        | The Kid Who Would Be King                   | Merlin                            | Szersén Gyula               |
| 2022 | Doctor Strange az őrület multiverzumában | Doctor Strange in the Multiverse of Madness | Charles Xavier professzor         | Horányi László              |

#### Szinkronszínész
| Év   | Magyar cím                          | Eredeti cím                           | Szerep                           | Magyar hang     |
| ---- | ----------------------------------- | ------------------------------------- | -------------------------------- | --------------- |
| 1982 | A pestises kutyák                   | The Plague Dogs                       | polgármester                     |                 |
| 1993 | Karácsonyi lidércnyomás             | The Nightmare Before Christmas        | narrátor / Santa Claus           |                 |
| 1994 | Reszkessetek, nem hagyom magam!     | The Pagemaster                        | Kaland                           |                 |
| 1998 | Egyiptom hercege                    | The Prince of Egypt                   | Széthi                           | Csurka László   |
| 2001 | Jimmy Neutron, a csodagyerek        | Jimmy Neutron: Boy Genius             | Goobot király                    |                 |
| 2004 | Az elveszett kristály nyomában      | Boo, Zino & the Snurks                | Albert Drollinger (angol hangja) | Kristóf Tibor   |
| 2005 | Csodacsibe                          | Chicken Little                        | Mr. Woolensworth                 | Jakab Csaba     |
| 2005 | Nauszika – A szél harcosai          | Nausicaä of the Valley of the Wind    | Yupa mester (angol hangja)       |                 |
| 2005 | Gőzfiú                              | Steamboy                              | Lloyd Steam (angol hangja)       |                 |
| 2006 | Bambi 2. – Bambi és az erdő hercege | Bambi II                              | Bambi papája, a Nagyherceg       | Vass Gábor      |
| 2007 | TMNT – Tini nindzsa teknőcök        | TMNT                                  | Maximilian Winters               | Kőszegi Ákos    |
| 2011 | Gnómeó és Júlia                     | Gnomeo & Juliet                       | Bill Shakespeare                 | Varga T. József |
| 2012 | Jégkorszak 4. – Vándorló kontinens  | Ice Age: Continental Drift            | Ariscratle                       |                 |
| 2012 | Ted                                 | Ted                                   | narrátor                         | Fodor Tamás     |
| 2012 |                                     | Icebound (dokumentumfilm)             | narrátor                         |                 |
| 2013 | Visszatérés Óz birodalmába          | Legends of Oz: Dorothy's Return       | Tugg                             | Harsányi Gábor  |
| 2014 | Hogyan rohanj a veszTEDbe           | A Million Ways to Die in the West     | bárány (stáblistán nem szerepel) |                 |
| 2014 |                                     | Sinbad: The Fifth Voyage              | narrátor                         |                 |
| 2015 | Ted 2.                              | Ted 2                                 | narrátor                         | Fodor Tamás     |
| 2016 |                                     | Spark: A Space Tail                   | kapitány                         |                 |
| 2017 |                                     | Dragonheart: Battle for the Heartfire | Drago                            |                 |
| 2017 | Az Emoji-film                       | The Emoji Movie                       | Kaki                             | Alföldi Róbert  |
| 2020 | Sárkánylovas                        | Dragon Rider                          | Nettlebrand                      |                 |

### Televízió
| Év              | Magyar cím                            | Eredeti cím                                    | Szerep                           | Magyar hang           | Megjegyzések           |
| --------------- | ------------------------------------- | ---------------------------------------------- | -------------------------------- | --------------------- | ---------------------- |
| 1967            |                                       | Coronation Street                              | tűzoltó                          |                       | 1 epizód               |
| 1969            |                                       | Civilisation                                   | Horatio                          |                       | 1 epizód               |
| 1974            |                                       | Fall of Eagles                                 | Vlagyimir Iljics Lenin           |                       | 3 epizód               |
| 1975            |                                       | North & South                                  | John Thornton                    |                       | 4 epizód               |
| 1976            | Én, Claudius                          | I, Claudius                                    | Sejanus                          |                       | 4 epizód               |
| 1977            |                                       | Jackanory                                      | narrátor (hangja)                |                       | 5 epizód               |
| 1979            | Az áruló                              | Tinker Tailor Soldier Spy                      | Karla                            |                       | 1 epizód               |
| 1987–1994       | Star Trek: Az új nemzedék             | Star Trek: The Next Generation                 | Jean-Luc Picard                  | Horányi László        | főszereplő             |
| 1987–1994       | Star Trek: Az új nemzedék             | Star Trek: The Next Generation                 | Jean-Luc Picard                  | Varga T. József       | főszereplő             |
| 1987–1994       | Star Trek: Az új nemzedék             | Star Trek: The Next Generation                 | Jean-Luc Picard                  | Gubányi György István | főszereplő             |
| 1988            |                                       | Reading Rainbow                                | önmaga                           |                       | 1 epizód               |
| 1992            |                                       | Nova                                           | narrátor                         |                       | 1 epizód               |
| 1992            |                                       | MGM: When the Lion Roars                       | önmaga                           |                       | minisorozat            |
| 1993            | Halálvonat                            | Death Train                                    | Malcolm Philpott                 | Kristóf Tibor         | tévéfilm               |
| 1993            | Star Trek: Deep Space Nine            | Star Trek: Deep Space Nine                     | Jean-Luc Picard kapitány         | Fülöp Zsigmond        | 1 epizód               |
| 1994            |                                       | Saturday Night Live                            | önmaga                           |                       | 1 epizód               |
| 1995            |                                       | 500 Nations                                    | narrátor (hangja)                |                       | 8 epizód               |
| 1995, 2013      | A Simpson család                      | The Simpsons                                   | Egyes; Homer munkatársa (hangja) |                       | 2 epizód               |
| 1998            | Moby Dick                             | Moby Dick                                      | Ahab kapitány                    | Rajhona Ádám          | minisorozat (2 epizód) |
| 1999            | Karácsonyi ének                       | A Christmas Carol                              | Ebenezer Scrooge                 | Reviczky Gábor        | tévéfilm               |
| 2002            | Lear főnök: Texas királya             | King of Texas                                  | John Lear                        | Barbinek Péter        | tévéfilm               |
| 2003            | Frasier – A dumagép                   | Frasier                                        | Alastair Burke                   |                       | 1 epizód               |
| 2003            | Az oroszlán télen                     | The Lion in Winter                             | II. Henrik király                | Bitskey Tibor         | tévéfilm               |
| 2005            | A rejtelmes sziget                    | Mysterious Island                              | Nemo kapitány                    | Kárpáti Tibor         | tévéfilm               |
| 2005            | A rejtelmes sziget                    | Mysterious Island                              | Nemo kapitány                    | Rajhona Ádám          | tévéfilm               |
| 2005            | Futottak még…                         | Extras                                         | önmaga                           | Varga T. József       | 1 epizód               |
| 2005–2014, 2018 | Family Guy                            | Family Guy                                     | Különböző karakter (hangja)      |                       | 16 epizód              |
| 2005–           | Amerikai fater                        | American Dad!                                  | Avery Bullock (hangja)           | Albert Péter          | 122 epizód             |
| 2005–           | Amerikai fater                        | American Dad!                                  | Avery Bullock (hangja)           | Cs. Németh Lajos      | 122 epizód             |
| 2005–           | Amerikai fater                        | American Dad!                                  | Avery Bullock (hangja)           | Bácskai János         | 122 epizód             |
| 2005–           | Amerikai fater                        | American Dad!                                  | Avery Bullock (hangja)           | Varga T. József       | 122 epizód             |
| 2005–           | Amerikai fater                        | American Dad!                                  | Avery Bullock (hangja)           | Juhász Zoltán         | 122 epizód             |
| 2006            |                                       | Eleventh Hour                                  | Ian Hood                         |                       | 1 epizód               |
| 2007            | A Föld                                | Earth                                          | narrátor (hangja)                | Végvári Tamás         | dokumentumfilm         |
| 2012            |                                       | The Daily Show                                 | önmaga                           |                       | 7 epizód               |
| 2012            | Futurama                              | Futurama                                       | vadász mester (hangja)           |                       | 1 epizód               |
| 2012–2014       | Robotcsirke                           | Robot Chicken                                  | Különböző karakter (hangja)      |                       | 3 epizód               |
| 2014            | Kozmosz: Történetek a világegyetemről | Cosmos: A Spacetime Odyssey                    | William Herschel (hangja)        |                       | 1 epizód               |
| 2015–2016       | Blunt Talk                            | Blunt Talk                                     | Walter Blunt                     | Fodor Tamás           | főszereplő             |
| 2015            |                                       | Oscar's Hotel for Fantastical Creatures        | Albert (hangja)                  |                       | 1 epizód               |
| 2016            | A megtörhetetlen Kimmy Schmidt        | Unbreakable Kimmy Schmidt                      | önmaga (hangja)                  |                       | 1 epizód               |
| 2019            |                                       | Breakthrough: The Ideas That Changed the World | narrátor (hangja)                |                       | dokumentumfilm         |
| 2020            |                                       | Cosmos: Possible Worlds                        | William Herschel (hangja)        |                       | 1 epizód               |
| 2020–2023       | Star Trek: Picard                     | Star Trek: Picard                              | Jean-Luc Picard                  |                       | főszereplő             |

## Díjak és jelölések
- Golden Globe-díj
  - 2003 jelölés: Legjobb férfi főszereplő (minisorozat vagy tévéfilm), Az oroszlán télen
  - 1999 jelölés: Legjobb férfi főszereplő (minisorozat vagy tévéfilm), Moby Dick
- Emmy-díj
  - 2006 jelölés: legjobb meghívott színész (vígjáték tévésorozat), Futottak még...
  - 2002 jelölés: legjobb minisorozat vagy tévéfilm (minisorozat/tévéfilm), Az oroszlán télen
  - 1996 jelölés: legjobb férfi főszereplő (televíziós minisorozat vagy tévéfilm), Moby Dick